# 1998-as Formula–1 ausztrál nagydíj
Az ausztrál nagydíj volt az 1998-as Formula–1 világbajnokság nyitófutama, amelyet 1998. március 8-án rendeztek meg az ausztrál Melbourne Grand Prix Circuiten, Melbourne-ben. A McLaren csapata dominálta a versenyhétvégét, Mika Häkkinen sikere a Bridgestone gumiabroncs gyártó első Formula–1-es győzelme volt.

## Időmérő edzés
|    | #  | Versenyző             | Gyártó              | Idő      |
| -- | -- | --------------------- | ------------------- | -------- |
| 1  | 8  | Mika Häkkinen         | McLaren-Mercedes    | 1:30,010 |
| 2  | 7  | David Coulthard       | McLaren-Mercedes    | 1:30,053 |
| 3  | 3  | Michael Schumacher    | Ferrari             | 1:30,767 |
| 4  | 1  | Jacques Villeneuve    | Williams-Mecachrome | 1:30,919 |
| 5  | 15 | Johnny Herbert        | Sauber-Petronas     | 1:31,384 |
| 6  | 2  | Heinz-Harald Frentzen | Williams-Mecachrome | 1:31,397 |
| 7  | 5  | Giancarlo Fisichella  | Benetton-Playlife   | 1:31,733 |
| 8  | 4  | Eddie Irvine          | Ferrari             | 1:31,767 |
| 9  | 10 | Ralf Schumacher       | Jordan-Mugen-Honda  | 1:32,392 |
| 10 | 9  | Damon Hill            | Jordan-Mugen-Honda  | 1:32,399 |
| 11 | 6  | Alexander Wurz        | Benetton-Playlife   | 1:32,726 |
| 12 | 14 | Jean Alesi            | Sauber-Petronas     | 1:33,240 |
| 13 | 20 | Takagi Toranoszuke    | Tyrrell-Ford        | 1:33,291 |
| 14 | 18 | Rubens Barrichello    | Stewart-Ford        | 1:33,383 |
| 15 | 12 | Jarno Trulli          | Prost-Peugeot       | 1:33,739 |
| 16 | 17 | Mika Salo             | Arrows              | 1:33,927 |
| 17 | 23 | Esteban Tuero         | Minardi-Ford        | 1:34,646 |
| 18 | 19 | Jan Magnussen         | Stewart-Ford        | 1:34,906 |
| 19 | 20 | Ricardo Rosset        | Tyrrell-Ford        | 1:35,119 |
| 20 | 16 | Pedro Diniz           | Arrows              | 1:35,140 |
| 21 | 14 | Olivier Panis         | Prost-Peugeot       | 1:35,215 |
| 22 | 22 | Nakano Sindzsi        | Minardi-Ford        | 1:35,301 |

## Futam
| Helyezés | #  | Versenyző             | Csapat/Motor        | Futott körök | Idő/Kiesés oka | Rajthely | Pontszám |
| -------- | -- | --------------------- | ------------------- | ------------ | -------------- | -------- | -------- |
| 1        | 8  | Mika Häkkinen         | McLaren-Mercedes    | 58           | 1'31:46,0      | 1        | 10       |
| 2        | 7  | David Coulthard       | McLaren-Mercedes    | 58           | +0,702         | 2        | 6        |
| 3        | 2  | Heinz-Harald Frentzen | Williams-Mecachrome | 57           | +1 kör         | 6        | 4        |
| 4        | 4  | Eddie Irvine          | Ferrari             | 57           | +1 kör         | 8        | 3        |
| 5        | 1  | Jacques Villeneuve    | Williams-Mecachrome | 57           | +1 kör         | 4        | 2        |
| 6        | 15 | Johnny Herbert        | Sauber-Petronas     | 57           | +1 kör         | 5        | 1        |
| 7        | 6  | Alexander Wurz        | Benetton-Playlife   | 57           | +1 kör         | 11       |          |
| 8        | 9  | Damon Hill            | Jordan-Mugen-Honda  | 57           | +1 kör         | 10       |          |
| 9        | 11 | Olivier Panis         | Prost-Peugeot       | 57           | +1 kör         | 21       |          |
| Kiesett  | 5  | Giancarlo Fisichella  | Benetton-Playlife   | 43           | Szárnytörés    | 7        |          |
| Kiesett  | 14 | Jean Alesi            | Sauber-Petronas     | 41           | Motorhiba      | 41       |          |
| Kiesett  | 12 | Jarno Trulli          | Prost-Peugeot       | 26           | Váltó          | 11       |          |
| Kiesett  | 20 | Ricardo Rosset        | Tyrrell-Ford        | 25           | Váltó          | 19       |          |
| Kiesett  | 17 | Mika Salo             | Arrows              | 23           | Váltó          | 16       |          |
| Kiesett  | 23 | Esteban Tuero         | Minardi-Ford        | 22           | Motorhiba      | 17       |          |
| Kiesett  | 22 | Nakano Sindzsi        | Minardi-Ford        | 8            | Féltengely     | 22       |          |
| Kiesett  | 3  | Michael Schumacher    | Ferrari             | 5            | Motorhiba      | 3        |          |
| Kiesett  | 16 | Pedro Diniz           | Arrows              | 2            | Váltó          | 20       |          |
| Kiesett  | 10 | Ralf Schumacher       | Jordan-Mugen-Honda  | 1            | Ütközés        | 9        |          |
| Kiesett  | 19 | Jan Magnussen         | Stewart-Ford        | 1            | Ütközés        | 18       |          |
| Kiesett  | 21 | Takagi Toranoszuke    | Tyrrell-Ford        | 1            | Kicsúszás      | 13       |          |
| Kiesett  | 18 | Rubens Barrichello    | Stewart-Ford        | 0            | Váltó          | 14       |          |

## A világbajnokság élmezőnyének állása a verseny után
| H  | Versenyzők            | Pont | H  | Konstruktőrök       | Pont |
| -- | --------------------- | ---- | -- | ------------------- | ---- |
| 1. | Mika Häkkinen         | 10   | 1. | McLaren-Mercedes    | 16   |
| 2. | David Coulthard       | 6    | 2. | Williams-Mecachrome | 6    |
| 3. | Heinz-Harald Frentzen | 4    | 3. | Ferrari             | 3    |
| 4. | Eddie Irvine          | 3    | 4. | Sauber-Petronas     | 1    |
| 5. | Jacques Villeneuve    | 2    |    |                     |      |

### Statisztikák
- Vezető helyen:
  - Mika Häkkinen  38 (1-23/25-35/56-58)
  - David Coulthard 20 (24/36-55)
- Mika Häkkinen 2. győzelme, 2. pole-pozíciója, 2. leggyorsabb köre, 1. mesterhármasa (gy, pp, lk)
- A McLaren 108. győzelme.
- Takagi Toranoszuke és Esteban Tuero első versenye.